# Кременчуки
Кременчуки (укр. Кременчуки) — село в Красиловском районе Хмельницкой области Украины.

## История
В июле 1995 года Кабинет министров Украины утвердил решение о приватизации находившегося здесь свеклосовхоза им. Горького.
Население по переписи 2001 года составляло 1233 человека.

## Местный совет
31026, Хмельницкая обл., Красиловский р-н, с. Кременчуки, ул. Центральная, 1